# Campionati jugoslavi di sci alpino 1960
Ai Campionati jugoslavi di sci alpino 1960 furono assegnati i titoli di discesa libera, slalom gigante, slalom speciale e combinata, sia maschili sia femminili.

## Risultati
| Specialità      | Uomini        | Donne          |
| --------------- | ------------- | -------------- |
| Discesa libera  | Peter Lakota  | Majda Ankele   |
| Slalom gigante  | Peter Lakota  | Slava Zupančič |
| Slalom speciale | Ludvig Dornig | Krista Fanedl  |
| Combinata       | Peter Lakota  | Krista Fanedl  |